# تپه کلگه خطیری
تپه کلگه خطیری مربوط به سده‌های متاخر دوران‌های تاریخی پس از اسلام است و در شهرستان کهگیلویه، بخش چرام، دهستان چرام، ۱ کم روستای بلهدون واقع شده و این اثر در تاریخ ۷ خرداد ۱۳۸۷ با شمارهٔ ثبت ۲۲۹۷۱ به‌عنوان یکی از آثار ملی ایران به ثبت رسیده است.